# عدنان موحجة
عدنان موحجة (مواليد سنة 1983) هو ممثل وكاتب سيناريو مغربي، شارك في عدة أفلام ومسلسلات مغربية، كما تميز من خلال كتابة سيناريوهات عدة أفلام ومسلسلات.

## مسيرته
تابع تكوينه من خلال تدريبات، معظمها في المعهد الثقافي الفرنسي مراكش تحت تأطير أساتذة في الخشبة والتنسيق الراقص. سنة 2002 تابع تكوينا في التنشيط الثقافي ومنهجية المشاريع الثقافية تحت إدارة أمين الأزادي، بعدها أصبح مسؤولا عن الورشات المسرحية للمعهد الفرنسي بمراكش. 

## أعماله[3]

### أفلام
- 2009: العقبة ليك
- 2010: ولاد البهجة
- 2011: زمان كنزة
- 2011: الحاج عيبود
- 2012: الصباط
- 2014: كنبغيك حتى أنا
- 2014: مسك الليل
- 2015: حفيد الحاج
- 2016: دالاص
- 2017: نوح لا يعرف العوم
- 2018: الخطيب
- 2018 خفة الرجل
- 2018: كورصة
- 2021: جرادة مالحة

### مسلسلات
- 2010: عقبة ليك
- 2013: هنية مبارك ومسعود
- 2012: دارت ليام (جزأين)
- 2012: كوميكس كافي
- 2014: الباركينغ
- 2014: صدى لجدران
- 2014: ألف ليلة وليلة
- 2015: حبال الريح
- 2016: لوبيرج
- 2016: أنا ومنى ومنير
- 2017: اليتيمة
- 2018: الريزو (REZO)
- 2018: ولا عليك
- 2019: همي ولاد عمي
- 2019: قضية العمر
- 2021: دايزو القوام
- 2022: صافي سالينا
- 2023: خو خواتاتو
- 2024: جيب داركم

## وصلات خارجية
- عدنان موحجة على موقع IMDb (الإنجليزية)
- عدنان موحجة على موقع قاعدة بيانات الفيلم (الإنجليزية)